# 술탄 하지 아흐마드 샤 공항

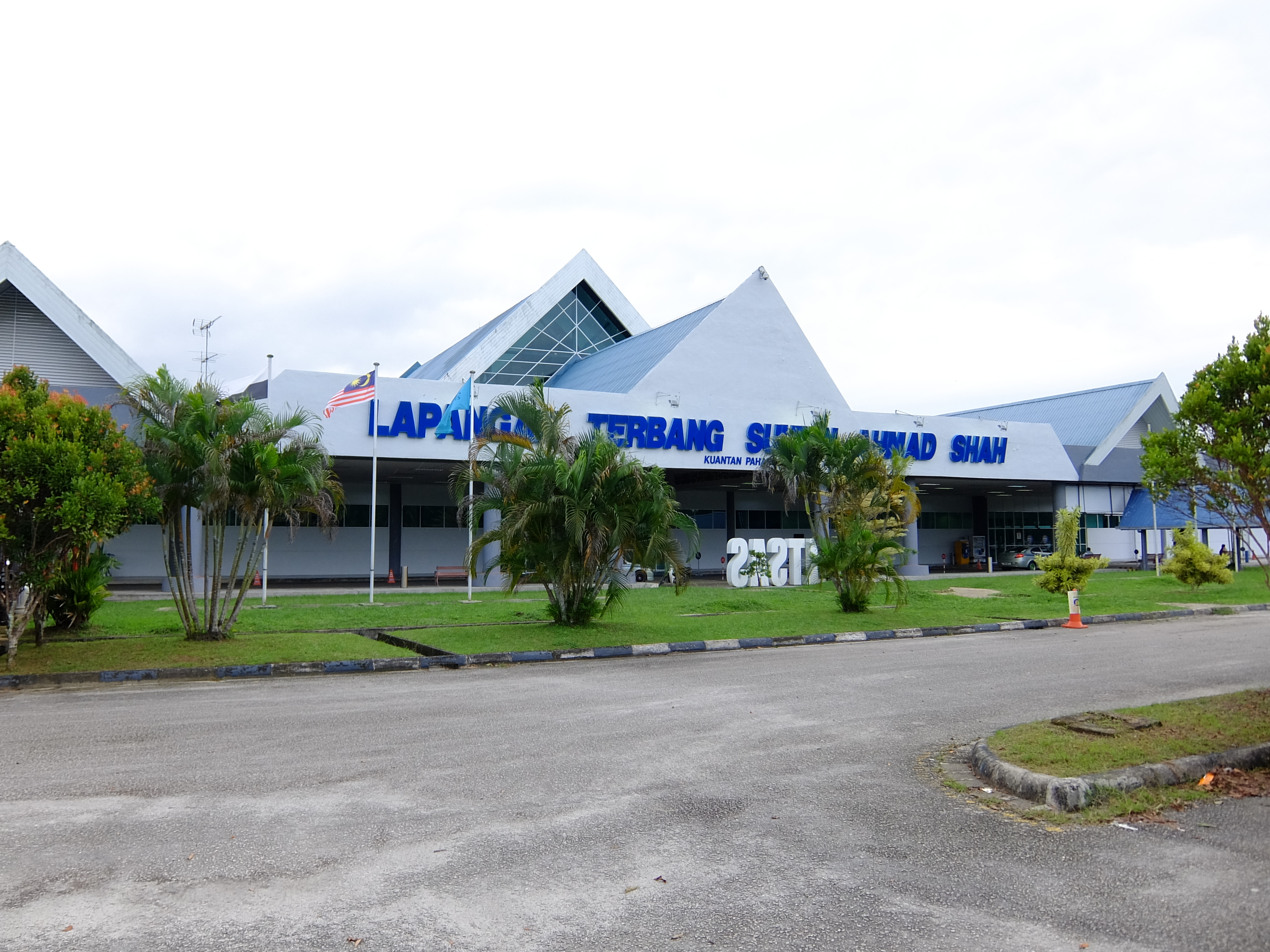
술탄 하지 아흐마드 샤 공항 건축물 전경이다.

술탄 하지 아흐마드 샤 공항(Sultan Haji Ahmad Shah Airport, IATA: KUA, ICAO: WMKD)은 말레이시아 파항주의 도시 쿠안탄의 공항이다. 이 공항은 도시에서 15km 떨어진 곳에 위치하고 있다. 2009년에는 3,100 여개의 항공편에 226,912명의 승객을 처리했으나 이 공항은 연간 100만 명 이상의 승객을 처리할 수 있는 능력을 갖춘다. 참고로 이 공항은 군사기지도 갖추고 있어 함부로 사진이나 동영상을 찍으면 말레이시아 군인들에게 잡혀가니 주의해야 한다.

## 같이 보기
- 말레이시아의 공항 목록